# Litauische Eishockeyliga 1997/98
Die Saison 1997/98 war die siebte Spielzeit der litauischen Eishockeyliga, der höchsten litauischen Eishockeyspielklasse. Meister wurde zum insgesamt siebten Mal in der Vereinsgeschichte der SC Energija.

## Modus
In der Hauptrunde absolvierte jede der fünf Mannschaften insgesamt 16 Spiele. Der Erstplatzierte der Hauptrunde traf im Meisterschaftsfinale auf den für dieses direkt qualifizierte SC Energija. Für einen Sieg erhielt jede Mannschaft zwei Punkte, bei einem Unentschieden gab es ein Punkt und bei einer Niederlage null Punkte.

## Hauptrunde
|    | Klub                              | Sp | S  | U | N  | Tore   | Punkte |
| -- | --------------------------------- | -- | -- | - | -- | ------ | ------ |
| 1. | Litauische U18-Nationalmannschaft | 16 | 13 | 0 | 3  | 112:47 | 26     |
| 2. | Poseidonas Elektrenai             | 16 | 10 | 0 | 6  | 91:77  | 20     |
| 3. | Nemunas Rokiškis                  | 16 | 10 | 0 | 6  | 85:75  | 20     |
| 4. | Kalyanas Kaunas                   | 16 | 6  | 0 | 10 | 62:88  | 12     |
| 5. | Germantas Telsiai                 | 16 | 1  | 0 | 15 | 43:106 | 2      |

Sp = Spiele, S = Siege, U = unentschieden, N = Niederlagen, OTS = Overtime-Siege, OTN = Overtime-Niederlage, SOS = Penalty-Siege, SON = Penalty-Niederlage

## Playoffs

### Spiel um Platz 3
- Poseidonas Elektrenai – Nemunas Rokiškis 7:2/1:2

### Finale
- SC Energija – Litauische U18-Nationalmannschaft 9:2/9:5